# Økern Station
Økern Station (Økern stasjon) er en metrostation på Grorudbanen på T-banen i Oslo. Stationen ligger i kvarteret Økern i bydelen Bjerke mellem Hasle og Risløkka Stationer. Stationen ligger ved Økernsenteret med Østre Aker vei lige nord for og Økern Torg indenfor gåafstand.
I forbindelse med ombygningen af Ring 3 mellem Ulven og Sinsen og omlægningen af Østre Aker vei blev stationen moderniseret. Perronerne blev renoveret og fik indbygget vandbåren varme, så sne og is ikke bliver liggende om vinteren. Desuden blev stationen gjort let tilgængelig fra alle retninger. Arbejdet med ombygning og modernisering stod på fra oktober 2008 til 1. juni 2011.